# Біотуалет

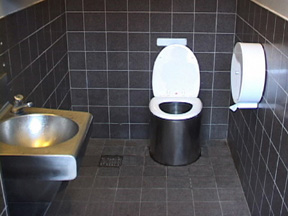
Біотуалет у Швеції

Біотуалет або компостний туалет — це автономний туалет, який працює на основі принципу біологічного розкладу нечистот, при чому відпадає необхідність проведення комунікацій (вода, електрика, вентиляція, каналізація) і забезпечується відмінний санітарний стан території.

## Опис
Компостні туалети використовуються як альтернатива центральним каналізаціям і септикам. Переважно їх вибирають для наступних цілей:
- знизити витрати води, яка інакше витрачається на змивання туалету
- уникнути забруднення довкілля можливими патогенами і хімічними речовинами
- якісно використовувати біогени людських відходів

За допомогою цієї технології сеча направляється для використання в сільському господарстві, а інша речовина перетворюється на місці в органічний компост. Компостні туалети діють за тим же принципом, що і звичайна садова компостна купа. За допомогою аеробних мікроорганізмів у них відбувається розщеплення фекалій в нетоксичну масу, багату поживними речовинами для рослин, яку можна використовувати як добриво.

## Світова практика
Технологія може використовуватися абсолютно безпечним чином навіть в умовах дуже щільного міського заселення, як демонструє приклад Gebers Housing Project в передмістях Стокгольма.

## Підміна понять в Україні
В Україні термін «біотуалет» використовують також на позначення інших видів автономних туалетів, які на відміну від компостних туалетів є потенційно шкідливими для довкілля. Найважливішою складовою такого «біотуалету» є рідина-реагент. Вона перетворює відходи людської життєдіяльності в однорідну субстанцію, що не має запаху. Рідина-реагент буває органічною та синтетичною. Органічні реагенти дають можливість використовувати вміст баку біотуалету як природне добриво у сільському господарстві, таким чином їх можна порівнювати з компостними туалетами. При використанні синтетичних реагентів вміст баку біотуалету найчастіше викачують асенізаторною машиною.
Переносний біотуалет туалет складається з двох відокремлюваних один від одного частин: нижньої, в якій накопичуються відходи і відбувається реакція, і верхньої, на якій розташовується сидіння і бак з рідиною для змивання. Змив може здійснюватися за допомогою ручної або електричної помпи. Після заповнення нижній бак спорожняється в каналізацію або відкачується через спеціальний патрубок за допомогою асенізаційної машини.